# Doryctes flaviceps
Doryctes flaviceps är en stekelart som först beskrevs av Alexander Henry Haliday 1836.  Doryctes flaviceps ingår i släktet Doryctes och familjen bracksteklar. Inga underarter finns listade i Catalogue of Life.